# (37021) 2000 UB1
2000 UB1 (asteroide 37021) é um asteroide da cintura principal. Possui uma excentricidade de 0.11214640 e uma inclinação de 9.48104º.
Este asteroide foi descoberto no dia 21 de outubro de 2000 por Korado Korlević em Visnjan.